# Särkijärvi (sjö i Pyhäjärvi, Norra Österbotten, 63,47 N, 26,02 Ö)
Särkijärvi är en sjö i kommunen Pyhäjärvi i landskapet Norra Österbotten i Finland. Arean är 39 hektar och strandlinjen är 3,38 kilometer lång. Sjön  ingår i Kymmene älvs huvudavrinningsområde.   Den ligger omkring 170 kilometer söder om Uleåborg och omkring 370 kilometer norr om Helsingfors. 